# Teodoro Riveroll
Teodoro María Riveroll Mateos (San Andrés Tuxtla, Veracruz, 1802 - Mulegé B.C.S., 10 de diciembre de 1874) fue un contador, diputado local, político liberal, y Jefe Político de la Península de Baja California, que participó en la conformación del Territorio de Baja California, y gobernó ése territorio de 1860 a 1862.

## Biografía
Teodoro Riveroll fue hijo de Juan Esteban Andrés Riveroll y María Josefa Antonia Mateos. Se casó con Guadalupe Villegas en Ciudad de México, el 26 de noviembre de 1827. Tuvo al menos 10 hijos, de los cuales fueron 6 varones y 4 mujeres, y sólo se conocen los nombres de Pedro Sabás, Juan Esteban, Teodoro y Manuel; Guadalupe, Ana María, María Teresa.  Años después se mudó al Estado de México donde fue miembro de la legislatura de 1846.

## Carrera
Conforme a la convocatoria expedida por el gobernador el 4 de noviembre de 1846 se efectuó la primera reunión preparatoria para la instalación del Congreso del Estado de México en sesión los diputados designaron como al presidente, vicepresidente, al primer y segundo secretario, así como al primer y segundo suplente siendo este último Teodoro Riveroll.
Fue contador de la aduana de Guaymas, Sonora. De ahí viajó a radicar La Paz en Baja California Sur.
En 1857, Idelfonso Green, quien había combatido a William Walker y sus filibusteros, tomó las armas de nuevo y organizó a los rancheros junto a Mauricio Castro en 1857, bajo una compañía liberal a los que se les conoce como “Rifleros de San Lucas” con los cuales derrotó al bando conservador imponiendo así el orden constitucional, apoyando al presidente Benito Juárez y su representante Teodoro Riveroll para que gobernara la península.
A causa de la Guerra de Reforma (1857-1860), además de la lejanía peninsular, los bajacalifornianos decidieron organizarse para darle orden y rumbo propio a su territorio, por lo que se constituyó una asamblea legislativa compuesta por un representante de cada municipalidad en la península, la cual expidió un Estatuto orgánico que reglamentó sus funciones, siendo precursores de movimientos políticos de los locales o nativos –nativistas-. Mientras tanto Juárez representado por Melchor Ocampo rechazó la oferta de compra de la península de Baja California por parte Robert Mc Lane embajador de Estados Unidos, bajo los el Tratado Mc Lane - Ocampo.
Fue parte de la cámara de diputados del territorio de Baja California Sur, con sede en La Paz, cuando era gobernador Ramón Navarro, el 17 de octubre de 1858. El 31 de marzo de 1859 el alcalde vigente de la Paz decide cerrar las escuelas de primeras letras argumentando fondos insuficientes, y es entonces que Teodoro Riveroll, se contrapone, defendiendo el derecho de los niños a ser educados y se manifiesta partidario de la creación de una escuela profesional en Baja California, indicando el establecimiento de un colegio moral y científico y de una escuela normal, idea que expuso en asamblea legislativa que le tocó presidir como Diputado Presidente de la Comisión de Instrucción Pública.Esa legislatura territorial promulgó el Estatuto Orgánico del Territorio, el 12 de febrero de 1860, con fundamento en el cual fue nombrado Teodoro Riveroll como presidente de la cámara, para un periodo de dos años.  En ese entonces, el presidente de la república era Benito Juárez eligió y designó Jefe Político del Territorio de Baja California Sur a Gerónimo Amador, mismo que recibió el 12 de abril de 1860, de manos del presidente de la legislatura en funciones el señor Teodoro Riveroll.
En junio de 1860, el jefe político Amador, tuvo que atender con prisas un asunto en el vecino puerto de Mazatlán Sinaloa, para lo cual designó como jefe político interino al licenciado peruano Manuel Clemente Rojo. Éste señor se hizo cargo del gobierno, pero por alguna causa, desconoció de inmediato a Amador, lo que produjo la indignación de muchos, y el calificativo de rebelión por otros, como el militar Mauricio Castro. Sin embargo, Clemente Rojo, designó a Mauricio Castro como Jefe Político del territorio sur de la Baja California, mismo cargo que ocupó el 21 de agosto en La Paz.
Amador desde Mazatlán nombró a Manuel Márquez de León quien viajó a la Paz, para sofocar la rebelión encabezada por Rojo y Castro, llegando a principios de septiembre al puerto. Márquez de León puso manos a la obra, para sofocar el ilegítimo acto de insubordinación, logrando concretar los resultados el 3 de noviembre de 1860, cuando instaló la nueva asamblea legislativa, solicitando la renuncia de Manuel Clemente Rojo y el congreso designó por su probada honestidad y capacidad de negociación política, a quien era presidente de la cámara legislativa a Teodoro Riveroll como jefe interino, quien fue ratificado por el presidente Juárez.
El 9 de noviembre de 1860, Riveroll recibió el cargo, quien de inmediato decidió tomar las acciones necesarias para regularizar la administración pública territorial, y días posteriores arribaron a La Paz desde Mazatlán, 200 soldados para consolidar el control. Riveroll, designó a José Matías Romero, encargado de la subjefatura del Partido y Territorio Norte de Baja California, una vez que fue derrotado Feliciano Ruiz de Esparza, quien se había apoderado del control de esa zona, tras una rebelión, como parte de la Guerra de Reforma en esa parte del territorio nacional. 
El 2 de marzo de 1861 realizó su informe de gobierno del estado de la península de Baja California al presidente de la república Benito Juárez. El 13 de mayo decretó el registro de residentes extranjeros.
El octubre de ese mismo año, publicó el nombramiento que Benito Juárez hizo a Santos Degollado nombrándolo como Benemérito de la patria.
En 1862, el 11 de septiembre, un grupo de conspiradores trataron de sorprender y aprehender a Riveroll quien juzgó de incierta su estancia en el puerto, por lo que el 17 del mes, de septiembre, abandonó rumbo a San José del Cabo, cuando el 2 de octubre, un motín estalló en la Paz, comandado por Modesto Arriola y Fidencio Pineda, proclamando como nuevo jefe de Gobierno a Félix Gilbert (quien posteriormente rendiría la península a Maximiliano), pero Riveroll con el apoyo de los presidentes municipales volvió a ocupar la sede de la Jefatura Política el 23 de ese mismo octubre.
Para entonces Riveroll convocó a los munícipes para su sucesión, quienes designaron a Pedro Magaña Navarrete, a quien el propio Riveroll, entregó el poder el 6 de noviembre siguiente. Riveroll empezó a recibir presiones por lo cual fue víctima de intentos de atropellos por la nueva corriente política, para lo cual Riveroll acudió ante la asamblea territorial para refutar los cargos de los que le había acusado, asunto que concluyó con éxito. Sin embargo Teodoro decidió abandonar La Paz. Participó como accionista en la mina de cobre “El Boleo” de Santa Rosalía BCS. Luego trasladó al poblado de Mulegé, situado más al norte.

## Muerte
Teodoro Riveroll, murió a los 72 años donde fue enterrado, en el panteón anexo a la antigua misión de Mulegé. Ahí mismo se encuentra la tumba de su hija del segundo matrimonio de Teodoro, la niña María Teresa Riveroll. Una hija y nietos emigraron a Ensenada Baja California. Un nieto fue militar de nombre Teodoro Jiménez Riveroll, participó en la decena trágica hijo de Joaquín Jiménez Monte de Oca.